# Martino Altomonte

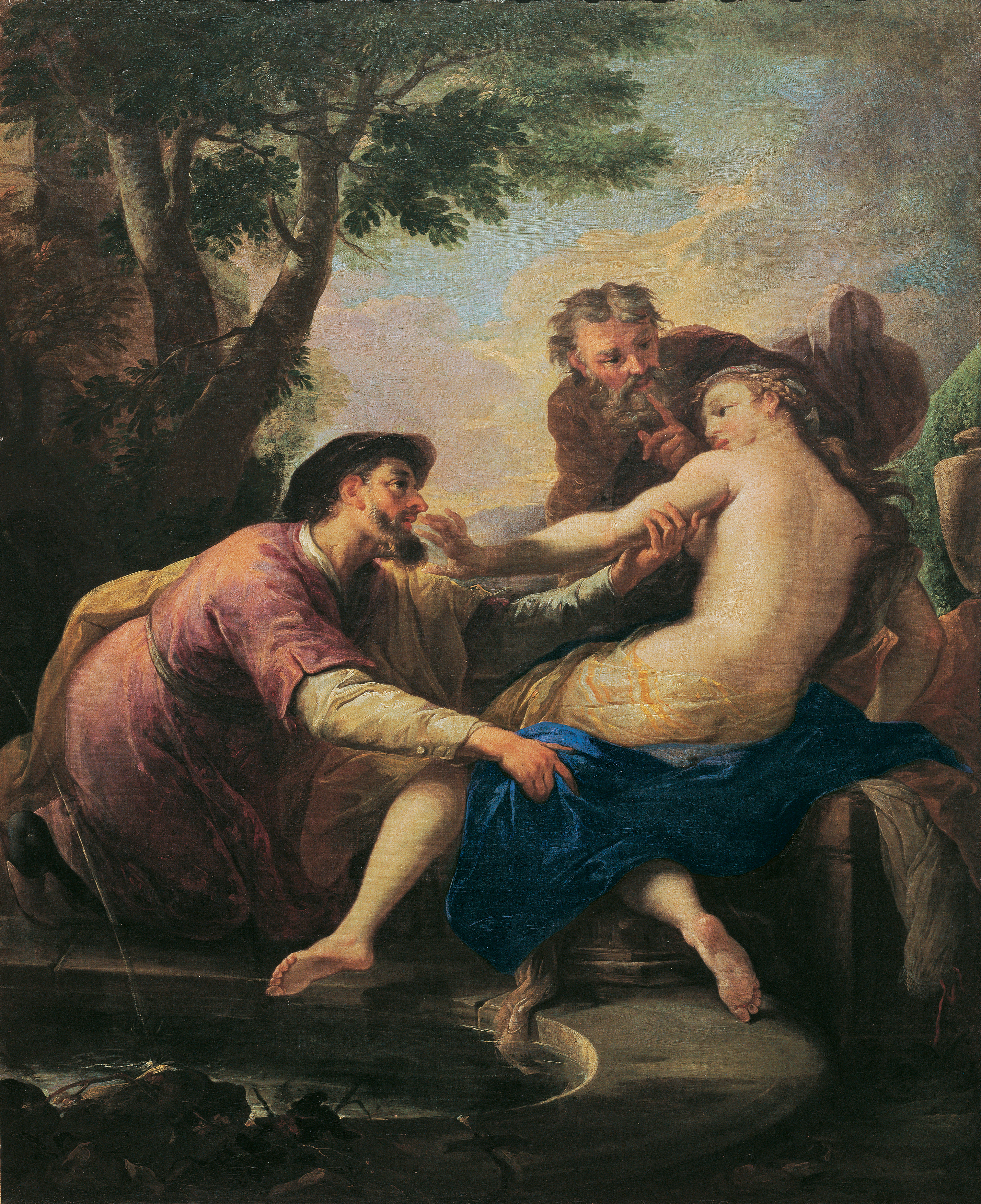
Susanna und die beiden Alten, 1709, Belvedere, Wien

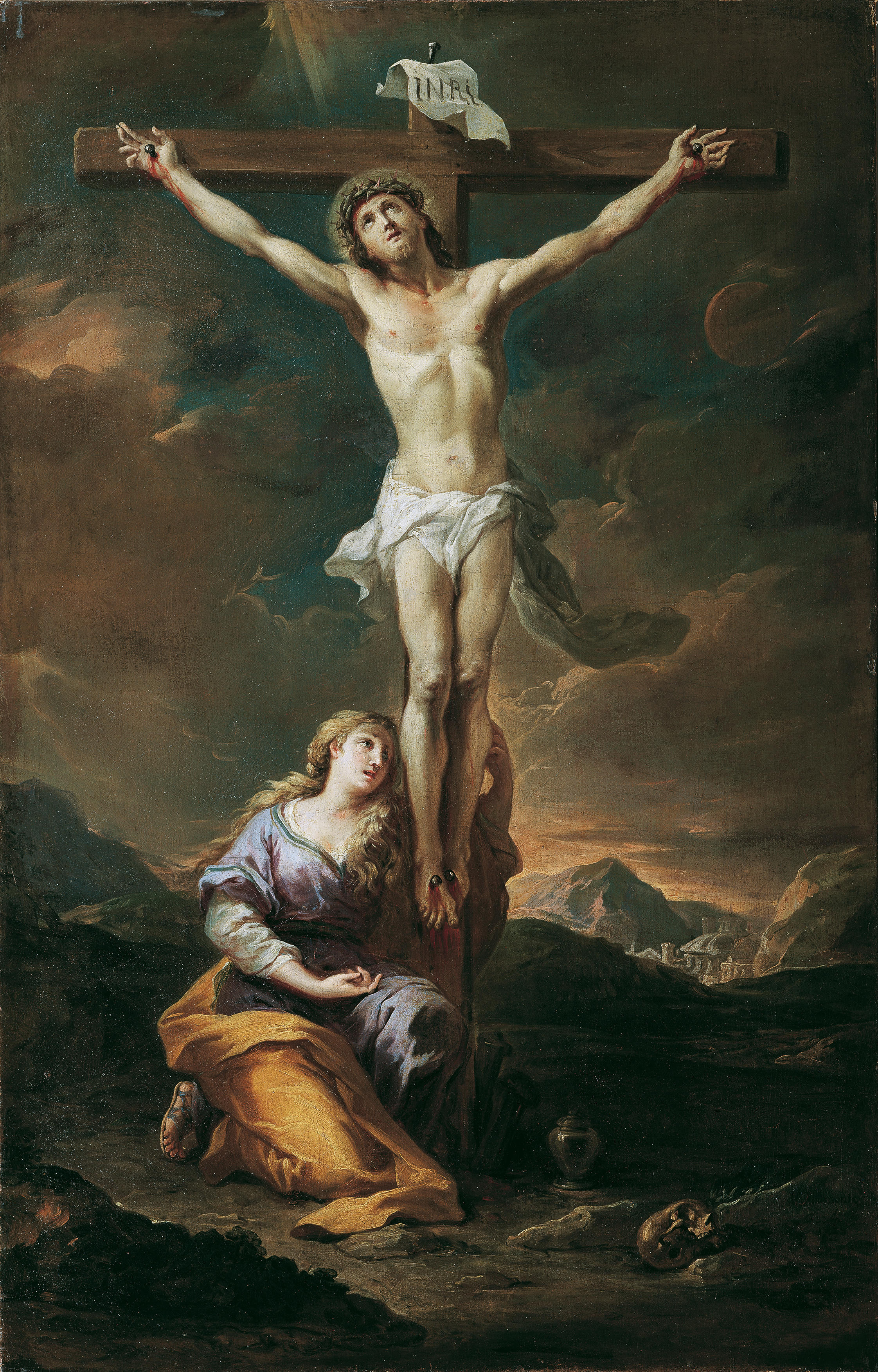
Kruzifixus mit Maria Magdalena, 1728, Belvedere, Wien

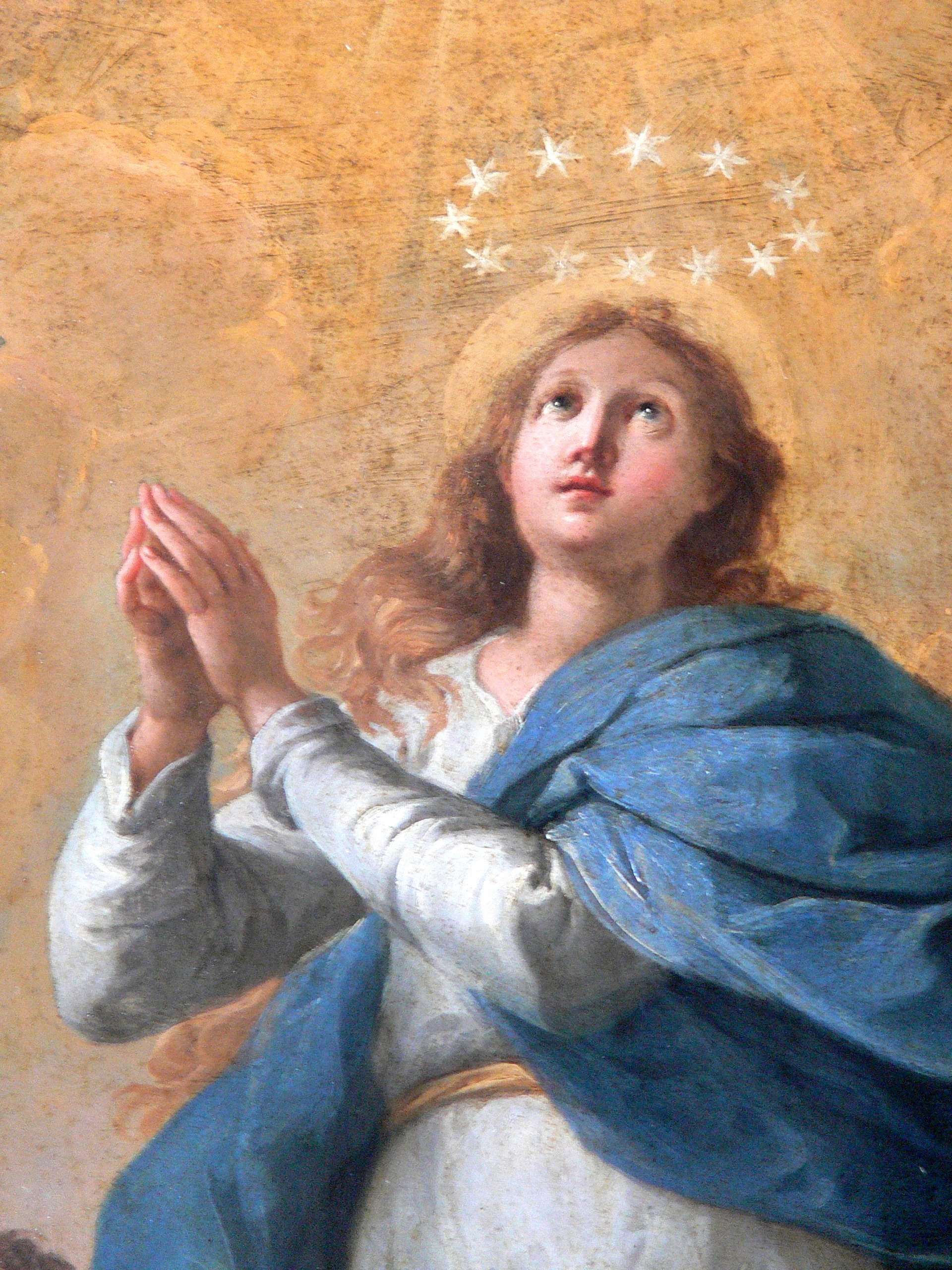
Maria Immaculata (1728), Stiftskirche Admont

Martino Altomonte, eigentlich Martin Hohenberg (* 8. Mai 1657 in Neapel; † 14. September 1745 im Heiligenkreuzerhof, Wien) war ein Barockmaler. Er gilt gemeinsam mit Johann Michael Rottmayr als Begründer der selbständigen Barockmalerei im heutigen österreichischen Raum.

## Leben und Werk

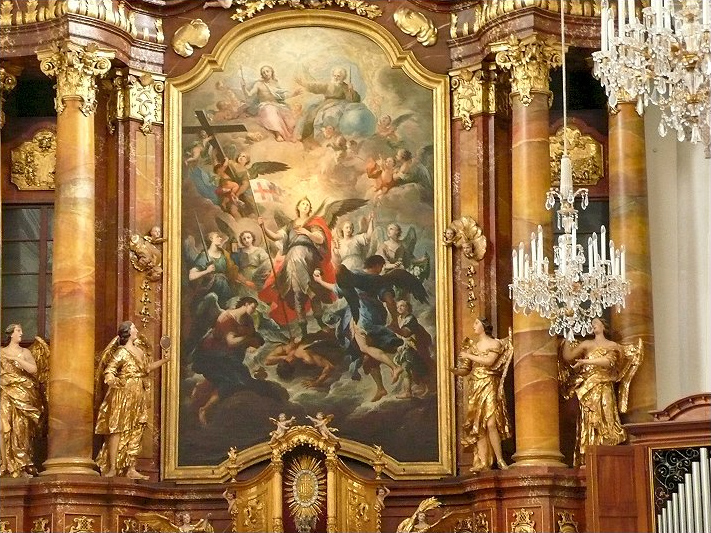
Linz, Ursulinenkirche, Hochaltar, 1738–1740

Er wurde in Neapel als Sohn des Bäckers Michael Hohenberg geboren. Ab 1672 hielt er sich zu Ausbildungszwecken in Rom auf, wo er sich mit der „neoklassischen“ Malerei von Annibale Carracci und Guido Reni beschäftigte. Römische und neapolitanische Elemente wurden von ihm in origineller Weise synthetisiert. 1684 wurde er von König Johann III. Sobieski als Hofmaler nach Warschau berufen. Bei dieser Gelegenheit italianisierte er seinen Namen, da Italiener zu dieser Zeit als Künstler bevorzugt wurden.
Am 26. Dezember 1690 heiratete er in der Heiligkreuzbasilika in Warschau Barbara Dorothea Gerkien.
Seit 1700 ist er in Wien nachweisbar, ab 1707 war er dort Mitglied der Kayserlichen Academie von Peter Strudel. Neben einigen Altarbildern (unter anderem in der Karlskirche und der Peterskirche) ist er vor allem durch die Deckenfresken im Unteren Belvedere bekannt. Er folgte hierbei dem Vorbild Riccis, der der Untersicht gegenüber der perspektivischen Verkürzung den Vorzug gab.
Von 1710 bis 1714 war er auf Auftrag von Fürsterzbischof Franz Anton von Harrach in Salzburg bei der Ausgestaltung der Prunkräume in der Residenz beschäftigt. Weitere Arbeiten sind das Gemälde des Marienaltars in der Pfarrkirche Kefermarkt und die Maria Immaculata im Marienaltar in der Stiftskirche Admont. 
Wahrscheinlich 1729 erhielt Altomonte seine Werkstätte im Heiligenkreuzer Hof zu Wien. In den 30er Jahren des 18. Jahrhunderts stand er dem Stift Heiligenkreuz nahe, mit dem er sich 1738 als Familiare verband.
In der Pfarrkirche Mönchhof, die dem Stift Heiligenkreuz gehörte, entstand 1736 ein neuer Hochaltar. Dieses Gesamtkunstwerk aus Kaiserstein wurde vom Kaisersteinbrucher Hof-Steinmetzmeister Elias Hügel errichtet, die Skulpturen aus Zogelsdorfer Stein stammen von Giovanni Giuliani und das Altarbild von Martino Altomonte.

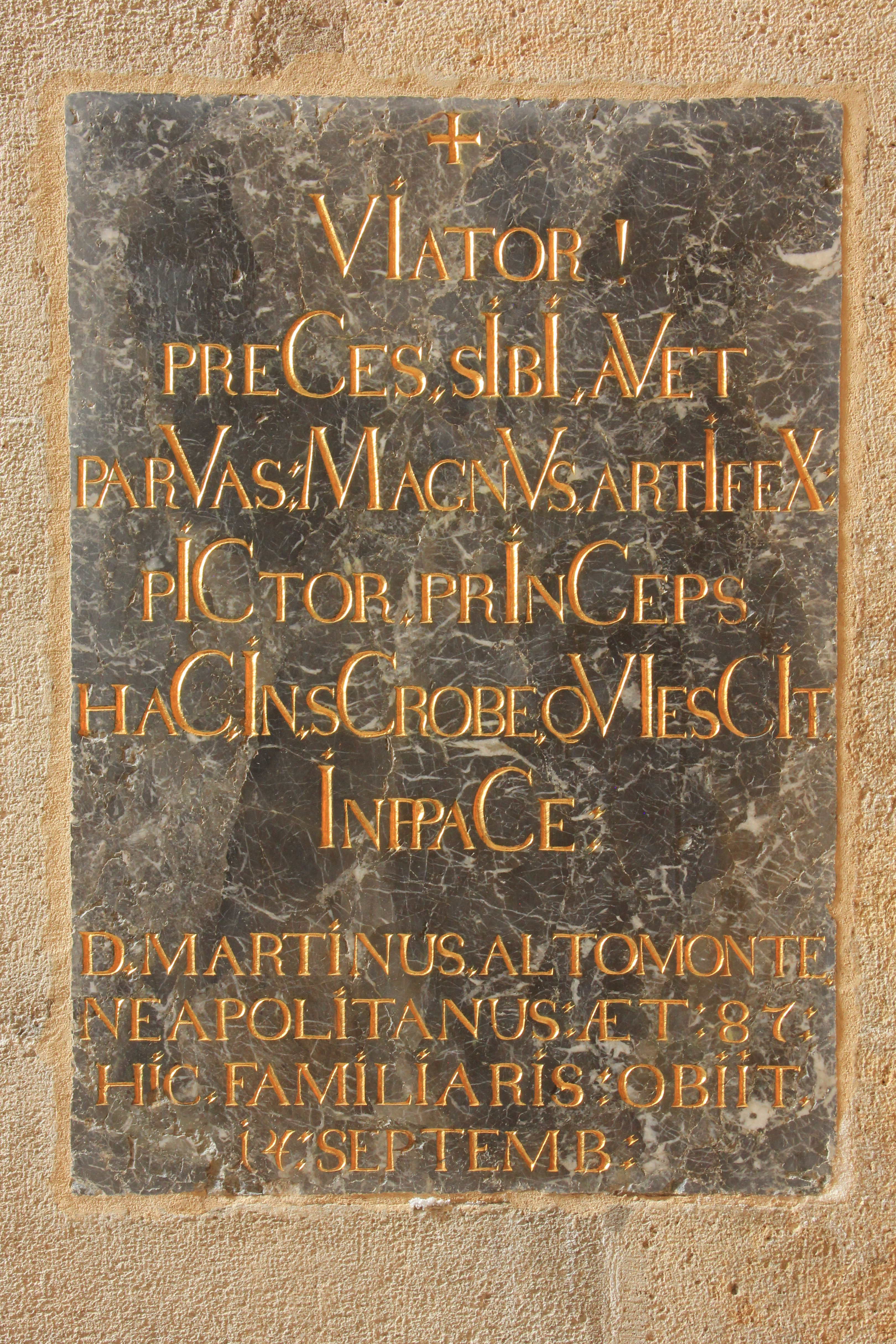
Grabdenkmal für Altomonte in der Stiftskirche Heiligenkreuz

Die größte gemalte Krippendarstellung von Linz ist ebenfalls sein Werk. Es handelt sich dabei um das mit M.A. 1738 monogrammierte Altarfresko Anbetung des Jesukindes durch die Hl. Drei Könige in der denkmalgeschützten altkatholischen Prunerstiftskirche. Die Urheberschaft durch den Meister wurde bereits länger vermutet, vom Restaurator jedoch erst 2013 definitiv bestätigt.
Martino Altomonte war bereits 80 Jahre alt, als der Abt von Stift Wilhering bei ihm 1737 das Hochaltarbild bestellte. Der Auftrag wurde erteilt, auch alle Bilder für die Seitenaltäre kamen hinzu. Dieser Altarbildzyklus war Altomontes letzte große Arbeit.
Altomonte liegt auf dem Friedhof in Heiligenkreuz begraben.
Nach seinem Tod existierten noch Entwürfe zu Fresken, insbesondere in nieder- und oberösterreichischen Klöstern, die aber erst von seinem Sohn Bartholomäus ausgeführt wurden.

## Würdigung
- 1936 wurde die Altomontegasse im 12. Bezirk Meidling und 23. Bezirk Liesing nach ihm benannt.[4]
- 1954 wurde in Linz die Altomontestraße nach Vater Martino und Sohn Bartolomeo Altomonte benannt.[5]